# Rhizotrogus subemarginatus
Rhizotrogus subemarginatus är en skalbaggsart som beskrevs av Reiche 1862. Rhizotrogus subemarginatus ingår i släktet Rhizotrogus och familjen Melolonthidae. Inga underarter finns listade i Catalogue of Life.